# St. Stephanus (Eglhausen)

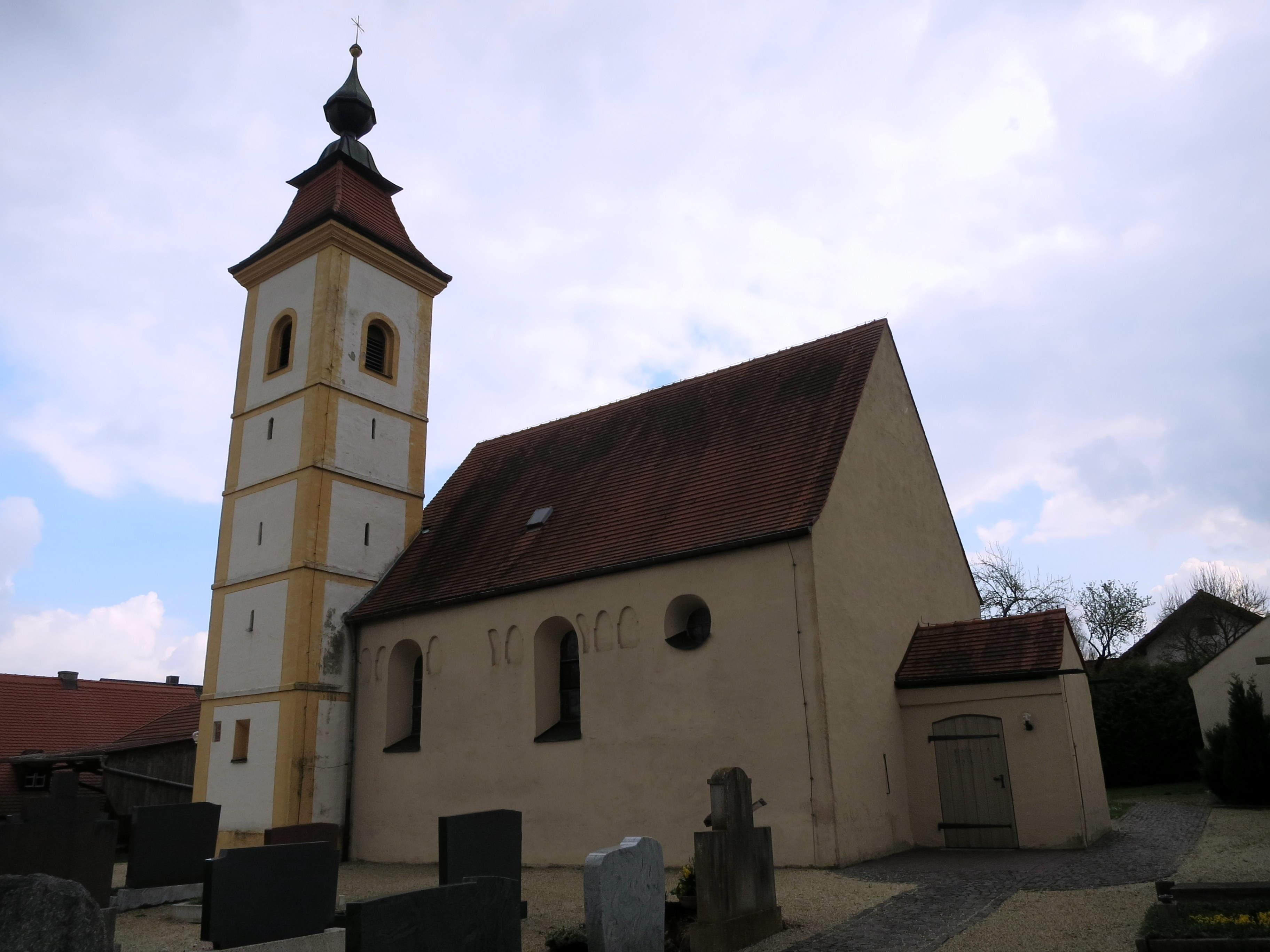
St. Stephanus in Eglhausen

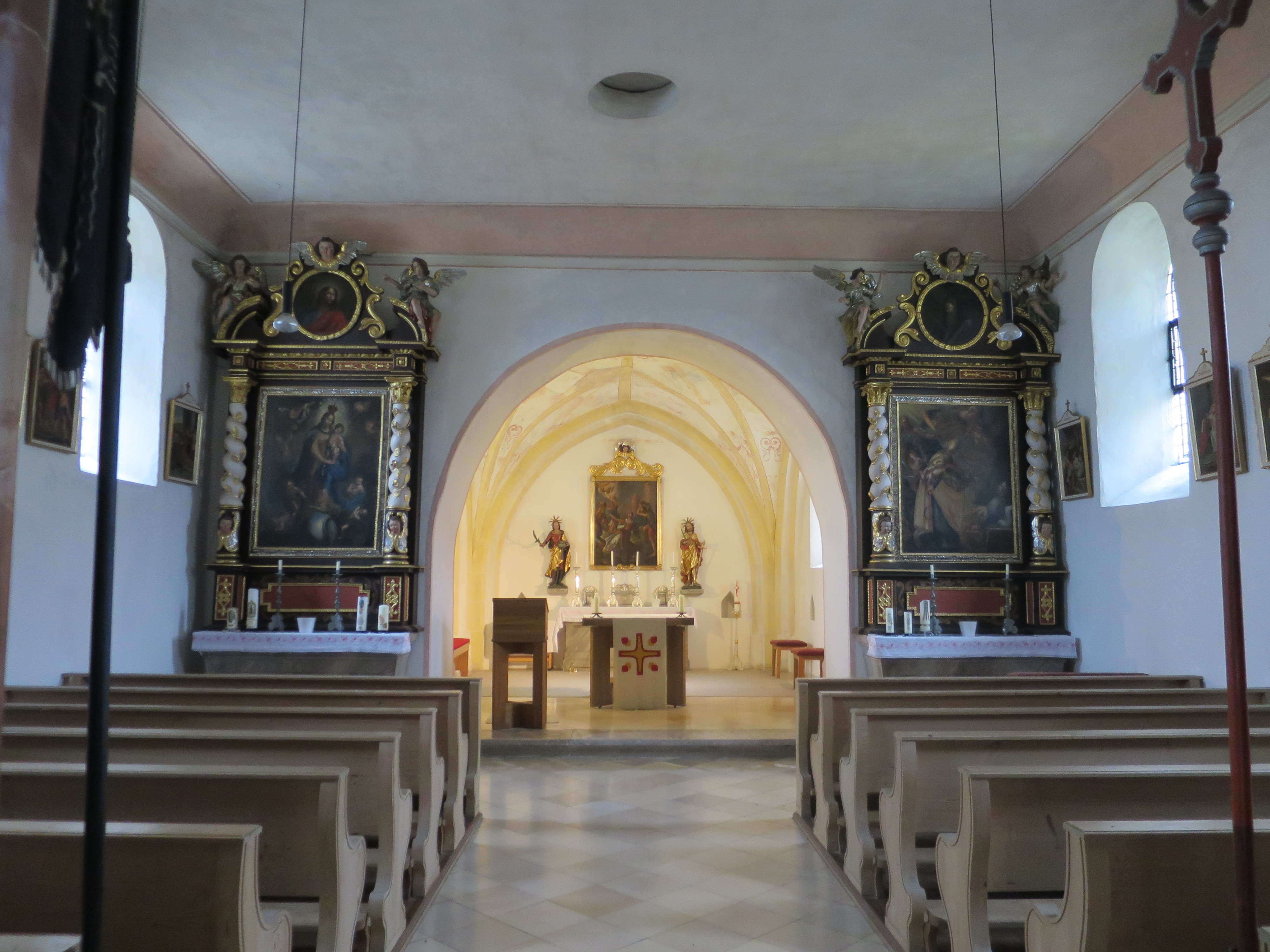
Innenansicht von St. Stephanus

Die Filialkirche St. Stephanus ist die römisch-katholische Dorfkirche von Eglhausen in der Gemeinde Hohenkammer im Landkreis Freising (Oberbayern). Kirchenpatron ist St. Stephanus.

## Geschichte
Bereits 828 wurde Eglhausen erstmals erwähnt, als ein Adalhart seinen Grundbesitz zu Hegilinhusun dem Dom zu Freising vermachte. Der Ort gehörte seit der Zeit Bischof Egilberts (1005–1039) bis zur Säkularisation 1802/03 zur Hofmark des Klosters Weihenstephan.

## Beschreibung
Das Bauwerk ist unter der Aktennummer D-1-78-133-11 als Baudenkmal gelistet:
Katholische Filialkirche St. Stephanus, im Kern spätromanischer Saalbau mit eingezogenem geradem Chorabschluss, angefügter Sakristei und Chorflankenturm, Umbauten um 1500 und im 17. Jahrhundert, Turm von 1598 mit Haube von 1805; mit Ausstattung.
Der Hochaltar stammt von 1720.